# Евенсон Олександр Мойсейович
Евенсон Олександр Мойсейович (нар. 17 (5) травня 1892, Житомир — пом. 1919, Київ) — шахіст, майстер спорту (1913).

## Навчання
Навчався в Університеті Святого Володимира в Києві.

## Спортивні перемоги
Призер великого (третє місце) та малого (четверте місце) шахових чемпіонатів Києва (обидва — в 1910 р.).
Переможець Всеросійського турніру любителів С.-Петербургу, 1913 р.), турніру 4-х найсильніших шахістів Києва (1914 р.).
У Всеросійському турнірі маестро Санкт-Петербург в 1914 році посів 9-е місце.
Працював редактором шахового відділу газети «Киевская мысль» (1914).

## Визнання
Гру майстра високо цінували чемпіони світу Х.-Р. Капабланка і Олександр Альохін, окремий розділ у своїх мемуарах присвятив йому Федір Богатирчук.
В 1917 році був обраний депутатом армій з'їзду Південно-Західного фронту.

## Смерть
В 1919 році розстріляний денікінцями.